# China Construction Bank
El Banc de Construcció de la Xina, China Construction Bank (xinès simplificat: 中国建设银行; xinès tradicional: 中國建設銀行; pinyin: Zhōngguó Jiànshè Yínháng; abreujat com: 建行; anglès: China Construction Bank, CCB) és un dels "quatre grans" bancs de la República Popular de la Xina. Fins avui, es classifica com el segon més gran d'aquesta nació i el segon banc més gran del món per capitalització de mercat. El banc té aproximadament 13.629 sucursals nacionals. A més, manté sucursals a Hong Kong, Singapur, Frankfurt del Mein, Johannesburg, Tòquio i Seül, així com una oficina representativa a Sydney. Al juny del 2009, CCB va obrir una sucursal a Nova York i una subsidiària a Londres. Els seus actius totals van arribar els 8.700 milions de yuans el 2009. L'actual president és Guo Shuqing.
El juliol del 2015 va obrir la seva primera oficina a Catalunya, a l'Avinguda Diagonal de Barcelona.